# Ectentoria bilobata
Ectentoria bilobata är en insektsart som först beskrevs av Brunner von Wattenwyl 1893.  Ectentoria bilobata ingår i släktet Ectentoria och familjen Phasmatidae. Inga underarter finns listade i Catalogue of Life.